# مارك مالوري
مارك مالوري (بالإنجليزية: Mark Mallory)‏ هو سياسي أمريكي، ولد في 2 أبريل 1962 في سينسيناتي في الولايات المتحدة. حزبياً، نشط في الحزب الديمقراطي. وقد انتخب عمدة سينسيناتي، أوهايو (1 ديسمبر 2005 – 1 ديسمبر 2013) وانتخب عضو مجلس نواب أوهايو.

## روابط خارجية
- مارك مالوري على موقع IMDb (الإنجليزية)